# MSC Brokstedt
MSC Brokstedt – niemiecki klub żużlowy  z siedzibą w Brokstedt.

## Historia
W 1970 roku powstał klub żużlowy Team 70 Neumünster, który w 1973 roku został pierwszym mistrzem Niemiec. Swoje mecze rozgrywał na stadionie VfR Neumünster. W 1975 roku Team 70 przeniósł się do Brockstedt, gdzie wybudowano nowy stadion żużlowy. Występował w nim min. Egon Müller.
MSC Brokstedt został założony w 1983 roku. Klub reprezentowany jest w rozgrywkach żużlowej Bundesligi, Speedway Team Cup oraz Speedway Liga Nord, skupiającej kluby z północnej części kraju.
W 2022 roku władze klubu zawarły porozumienie o współpracy w zakresie promocji i szkolenia zawodników ze Stalą Gorzów Wielkopolski.

## Osiągnięcia
- Drużynowe Mistrzostwa Niemiec:
  - 1 miejsce - 6 razy (1980, 1981, 1997, 2014, 2019, 2021)
  - 2 miejsce - 9 razy (1976, 1977, 1987, 1993, 1998, 2000, 2003, 2016, 2017)
  - 3 miejsce - 20 razy (1975, 1986, 1987, 1988, 1989, 1990, 1991, 1992, 1994, 1995, 1996, 1999, 2001, 2002, 2005, 2011, 2012, 2015, 2018, 2022)